# Danh sách đĩa nhạc của Adam Lambert
Danh sách đĩa nhạc của nam ca sĩ người Mỹ Adam Lambert bao gồm 2 album phòng thu, 3 album tổng hợp, 2 đĩa mở rộng, 11 đĩa đơn và 6 video âm nhạc. Tới tháng 1 năm 2011, Adam Lambert đã bán được tổng cộng 1,2 triệu album và 4,2 triệu đĩa đơn trên toàn thế giới.

## Album

### Album phòng thu
| Tên                                                                           | Chi tiết                                                                              | Vị trí xếp hạng cao nhất | Vị trí xếp hạng cao nhất | Vị trí xếp hạng cao nhất | Vị trí xếp hạng cao nhất | Vị trí xếp hạng cao nhất | Vị trí xếp hạng cao nhất | Vị trí xếp hạng cao nhất | Vị trí xếp hạng cao nhất | Vị trí xếp hạng cao nhất | Vị trí xếp hạng cao nhất | Doanh số      | Chứng nhận                                                           |
| Tên                                                                           | Chi tiết                                                                              | Mỹ                       | Úc                       | Canada                   | Phần Lan                 | Đức                      | Hungary                  | Nhật                     | New Zealand              | Thụy Điển                | Anh                      | Doanh số      | Chứng nhận                                                           |
| ----------------------------------------------------------------------------- | ------------------------------------------------------------------------------------- | ------------------------ | ------------------------ | ------------------------ | ------------------------ | ------------------------ | ------------------------ | ------------------------ | ------------------------ | ------------------------ | ------------------------ | ------------- | -------------------------------------------------------------------- |
| For Your Entertainment                                                        | - Phát hành: 23 tháng 11 năm 2009 - Hãng đĩa: RCA - Định dạng: CD, tải kĩ thuật số    | 3                        | 5                        | 7                        | 4                        | 16                       | 20                       | 29                       | 5                        | 8                        | 36                       | - Mỹ: 837,000 | - Mỹ: Vàng - Úc: Bạch kim - Canada: Bạch kim - New Zealand: Bạch kim |
| Trespassing                                                                   | - Phát hành: 15 tháng 5 năm 2012 - Hãng đĩa: 19, RCA - Định dạng: CD, tải kĩ thuật số | 1                        | 10                       | 1                        | 2                        | 28                       | 1                        | 15                       | 4                        | 20                       | 16                       | - Mỹ: 148,000 |                                                                      |
| "—" Album không có mặt trên bảng xếp hạng hoặc không phát hành ở quốc gia đó. |                                                                                       |                          |                          |                          |                          |                          |                          |                          |                          |                          |                          |               |                                                                      |

### Album tổng hợp
| Tên                                                                           | Chi tiết | Vị trí xếp hạng cao nhất | Doanh số     |
| Tên                                                                           | Chi tiết | Mỹ                       | Doanh số     |
| ----------------------------------------------------------------------------- | --- | ------------------------ | ------------ |
| Season 8 Favorite Performances                                                | - Phát hành: 30 tháng 6 năm 2009 - Hãng đĩa: RCA - Định dạng: Tải kĩ thuật số                                | 33                       | - Mỹ: 35,000 |
| Take One                                                                      | - Phát hành: 17 tháng 11 năm 2009 - Hãng đĩa: Rufftown - Định dạng: CD, tải kĩ thuật số                      | 72                       | - Mỹ: 42,000 |
| Beg for Mercy                                                                 | - Phát hành: 18 tháng 10 năm 2011 - Hãng đĩa: Colwel Platinum Entertainment - Định dạng: CD, tải kĩ thuật số | —                        |              |
| "—" Album không có mặt trên bảng xếp hạng hoặc không phát hành ở quốc gia đó. | |                          |              |

### Đĩa mở rộng
| Tên                                                                           | Chi tiết                                                                          | Vị trí xếp hạng cao nhất | Doanh số     |
| Tên                                                                           | Chi tiết                                                                          | Mỹ                       | Doanh số     |
| ----------------------------------------------------------------------------- | --------------------------------------------------------------------------------- | ------------------------ | ------------ |
| Remixes                                                                       | - Phát hành: 9 tháng 4 năm 2010 - Hãng đĩa: RCA - Định dạng: Tải kĩ thuật số      | —                        | - Mỹ: 7,000  |
| Acoustic Live!                                                                | - Phát hành: 6 tháng 12 năm 2010 - Hãng đĩa: RCA - Định dạng: CD, tải kĩ thuật số | 126                      | - Mỹ: 28,000 |
| "—" Album không có mặt trên bảng xếp hạng hoặc không phát hành ở quốc gia đó. |                                                                                   |                          |              |

### Album trực tiếp
| Tên                                                                           | Chi tiết                                                                               | Vị trí xếp hạng cao nhất | Vị trí xếp hạng cao nhất | Vị trí xếp hạng cao nhất | Vị trí xếp hạng cao nhất | Vị trí xếp hạng cao nhất | Vị trí xếp hạng cao nhất | Doanh số                     |
| Tên                                                                           | Chi tiết                                                                               | Mỹ video                 | Úc DVD                   | Phần Lan                 | New Zealand              | Hà Lan                   | Anh                      | Doanh số                     |
| ----------------------------------------------------------------------------- | -------------------------------------------------------------------------------------- | ------------------------ | ------------------------ | ------------------------ | ------------------------ | ------------------------ | ------------------------ | ---------------------------- |
| Glam Nation Live                                                              | - Phát hành: 22 tháng 3 năm 2011 - Hãng đĩa: RCA - Định dạng: CD, DVD, tải kĩ thuật số | 1                        | 5                        | 32                       | 14                       | 99                       | 185                      | - Mỹ: 41,000 - Canada: 1,195 |
| "—" Album không có mặt trên bảng xếp hạng hoặc không phát hành ở quốc gia đó. |                                                                                        |                          |                          |                          |                          |                          |                          |                              |

## Đĩa đơn
| Tên                                                                             | Năm  | Vị trí xếp hạng cao nhất | Vị trí xếp hạng cao nhất | Vị trí xếp hạng cao nhất | Vị trí xếp hạng cao nhất | Vị trí xếp hạng cao nhất | Vị trí xếp hạng cao nhất | Vị trí xếp hạng cao nhất | Vị trí xếp hạng cao nhất | Vị trí xếp hạng cao nhất | Vị trí xếp hạng cao nhất | Chứng nhận                                                               | Thuộc album            |
| Tên                                                                             | Năm  | Mỹ                       | Úc                       | Áo                       | Canada                   | Phần Lan                 | Đức                      | Nhật                     | New Zealand              | Thụy Điển                | Anh                      | Chứng nhận                                                               | Thuộc album            |
| ------------------------------------------------------------------------------- | ---- | ------------------------ | ------------------------ | ------------------------ | ------------------------ | ------------------------ | ------------------------ | ------------------------ | ------------------------ | ------------------------ | ------------------------ | ------------------------------------------------------------------------ | ---------------------- |
| "No Boundaries"                                                                 | 2009 | 72                       | —                        | —                        | 52                       | —                        | —                        | —                        | 38                       | —                        | 111                      |                                                                          | Không thuộc album nào  |
| "Time for Miracles"                                                             | 2009 | 50                       | —                        | —                        | 26                       | —                        | —                        | —                        | —                        | —                        | —                        |                                                                          | 2012                   |
| "For Your Entertainment"                                                        | 2009 | 61                       | 32                       | —                        | 23                       | 5                        | —                        | 2                        | 10                       | —                        | 37                       | - Úc: Vàng - Canada: Bạch kim - New Zealand: Bạch kim                    | For Your Entertainment |
| "Whataya Want from Me"                                                          | 2009 | 10                       | 4                        | 4                        | 3                        | 2                        | 5                        | —                        | 4                        | 8                        | 53                       | - Úc: Bạch kim - Canada: 3× Bạch kim - Đức: Vàng - New Zealand: Bạch kim | For Your Entertainment |
| "If I Had You"                                                                  | 2010 | 30                       | 4                        | 50                       | 8                        | 9                        | 36                       | —                        | 7                        | —                        | —                        | - Úc: 2× Bạch kim - New Zealand: Bạch kim                                | For Your Entertainment |
| "Fever"                                                                         | 2010 | —                        | —                        | —                        | —                        | —                        | —                        | —                        | 19                       | —                        | —                        |                                                                          | For Your Entertainment |
| "Sure Fire Winners"                                                             | 2011 | —                        | —                        | —                        | —                        | —                        | —                        | —                        | —                        | —                        | —                        |                                                                          | For Your Entertainment |
| "Aftermath"                                                                     | 2011 | —                        | —                        | —                        | —                        | —                        | —                        | —                        | —                        | —                        | —                        |                                                                          | For Your Entertainment |
| "Sleepwalker"[A]                                                                | 2011 | —                        | —                        | —                        | 90                       | —                        | 63                       | —                        | —                        | —                        | —                        |                                                                          | For Your Entertainment |
| "Better Than I Know Myself"                                                     | 2011 | 76                       | 83                       | —                        | 56                       | 6                        | 88                       | 9                        | 40                       | —                        | —                        |                                                                          | Trespassing            |
| "Never Close Our Eyes"                                                          | 2012 | —                        | —                        | 56                       | 62                       | —                        | —                        | 9                        | 24                       | —                        | 17                       |                                                                          | Trespassing            |
| "—" Đĩa đơn không có mặt trên bảng xếp hạng hoặc không phát hành ở quốc gia đó. |      |                          |                          |                          |                          |                          |                          |                          |                          |                          |                          |                                                                          |                        |

Ghi chú
- A.^  Bản trong Glam Nation Live lọt vào bảng xếp hạng của Đức.

## Các bài hát khác
| 2009                                                                            | "Mad World"                               | 19 | 10 | —  | Season 8 Favorite Performances |
| 2009                                                                            | "A Change Is Gonna Come"                  | 56 | 59 | —  | Season 8 Favorite Performances |
| 2009                                                                            | "One"                                     | 82 | 84 | —  | Season 8 Favorite Performances |
| 2009                                                                            | "Cryin'"                                  | —  | 75 | —  | Season 8 Favorite Performances |
| 2009                                                                            | "Slow Ride" (song ca với Allison Iraheta) | —  | —  | —  | Không thuộc album nào          |
| 2009                                                                            | "The Tracks of My Tears"                  | —  | —  | —  | Season 8 Favorite Performances |
| 2009                                                                            | "Feeling Good"                            | —  | —  | —  | Season 8 Favorite Performances |
| 2010                                                                            | "Can't Let You Go"                        | —  | —  | 34 | For Your Entertainment         |
| "—" Bài hát không có mặt trên bảng xếp hạng hoặc không phát hành ở quốc gia đó. |                                           |    |    |    |                                |

## Video âm nhạc
| Năm  | Bài hát                     | Đạo diễn      |
| ---- | --------------------------- | ------------- |
| 2009 | "Time for Miracles"         | Wayne Isham   |
| 2009 | "For Your Entertainment"    | Ray Kay       |
| 2010 | "Whataya Want from Me"      | Diane Martel  |
| 2010 | "If I Had You"              | Bryan Barber  |
| 2012 | "Better Than I Know Myself" | Ray Kay       |
| 2012 | "Never Close Our Eyes"      | Dori Oskowitz |

## Liên kết khác
- Website chính thức
- Adam Lambert overview tại Allmusic